# Оповідання
Оповіда́ння — невеликий за обсягом прозовий твір, у якому зображувалась одна подія з життя одного або двох сформованих персонажів.
Невеликі розміри оповідання вимагають нерозгалуженого, як правило, однолінійного, чіткого за побудовою сюжету. Характери показані здебільшого у сформованому вигляді. Описів мало, вони стислі, лаконічні. Важливу роль відіграє художня деталь (деталь побуту, психологічна деталь та ін.).
Оповідання дуже близьке до новели. Іноді новелу вважають різновидом оповідання. Відрізняється оповідання від новели виразнішою композицією, наявністю описів, роздумів, відступів. Конфлікт в оповіданні, якщо й є, то не такий гострий, як у новелі. Розповідь в оповіданні часто ведеться від особи оповідача.
Генеза оповідання — в сагах, нарисах, оповідних творах античної історіографії, хроніках, легендах. Як самостійний жанр оповідання оформилось у 19 ст. З того часу й до сьогодні — це продуктивний жанр художньої літератури.
В англомовній традиції вирізняють надкоротке оповідання (англ. short short story). Останнім часом в англомовних країнах їх поділяють на шестислівне оповідання (англ. six-word story), мінісага (англ. minisaga або dribble), оповідання обсягом до 50 слів, мікрофікція (англ. microfiction або drabble), оповідання обсягом до 100 слів, твіттература (англ. twitterature), оповідання обсягом до 280 слів), sudden fiction (з англ. — «раптовий твір»), оповідання обсягом до 750 слів, flash fiction (з англ. — «історія-спалах»), оповідання обсягом до 1000 слів, та мікрооповідання (англ. micro-story).